# Namnlösa sällskapet
Namnlösa sällskapet hed et upsalensisk æstetisk studentersamfund, der stiftedes 1860 og bestod 6—7 år.
Formålet for det var at fremelske en "sund realisme", og dets mest betydende medlemmer var Snoilsky, Björck, Bäckström, Nyblom, Wikner, Wirsén og nordmanden Dietrichson, som var den egentlige stifter. Medlemmerne udgav to bind Sånger och berättelser.